# Panthessalonikeios Athlītikos Omilos Kōnstantinoupolitōn 2014-2015 (pallavolo maschile)
Questa voce raccoglie le informazioni riguardanti il Panthessalonikeios Athlītikos Omilos Kōnstantinoupolitōn nella stagione 2014-2015.

## Organigramma societario
Area direttiva
- Presidente: Antōnīs Tsalpoulos

Area tecnica
- Primo allenatore: Giannīs Kalmazidīs
- Secondo allenatore Panagiōtīs Ntimitrof

## Rosa
| N° | Nome                   | Ruolo | Data di nascita  | Nazionalità sportiva |
| -- | ---------------------- | ----- | ---------------- | -------------------- |
| 1  | Javier Jiménez         | S     | 16 novembre 1989 | Cuba                 |
| 2  | Giannīs Pantakidīs     | C     | 5 febbraio 1985  | Grecia               |
| 3  | Dīmītrīs Gkaras        | L     | 12 novembre 1985 | Grecia               |
| 4  | Thanasīs Ntinas        | C     | 19 novembre 1981 | Grecia               |
| 6  | Vasilīs Kournetas      | P     | 2 agosto 1976    | Grecia               |
| 7  | Alexandros Sampanīs    | S/O   | 15 ottobre 1992  | Grecia               |
| 10 | Jared Moore            | C     | 24 ottobre 1989  | Stati Uniti          |
| 10 | Dīmosthenīs Makrakīs   | S     | 23 maggio 1996   | Grecia               |
| 11 | Ernardo Gómez          | S/O   | 30 luglio 1982   | Venezuela            |
| 12 | Lucas Rangel           | C     | 29 ottobre 1990  | Brasile              |
| 13 | Dīmītrīs Efraimidīs    | S     | 19 dicembre 1990 | Grecia               |
| 15 | Vasilīs Karasavvidīs   | S/L   | 17 marzo 1995    | Grecia               |
| 16 | Tasos Anastasiadīs     | P     | 26 novembre 1982 | Grecia               |
| 17 | Alexander Shafranovich | S     | 2 aprile 1983    | Israele              |